# La Serena
La Serena város Chile északi részén, a Coquimbo régióban. Elqui tartomány székhelye. Lakossága 2017-ben körülbelül 	249 656 fő volt.

## Története
Az első város, amelyet a spanyolok Coquimbo régióban alapítottak, La Serena volt, Chile második legrégebbi városa. A várost 1549. július 22-én az őslakosok támadásai pusztították el. 
A város 1840-től a római katolikus egyházmegye székhelye, amelyet 1939-ben La Serena érsekségévé emeltek. 

## Képek

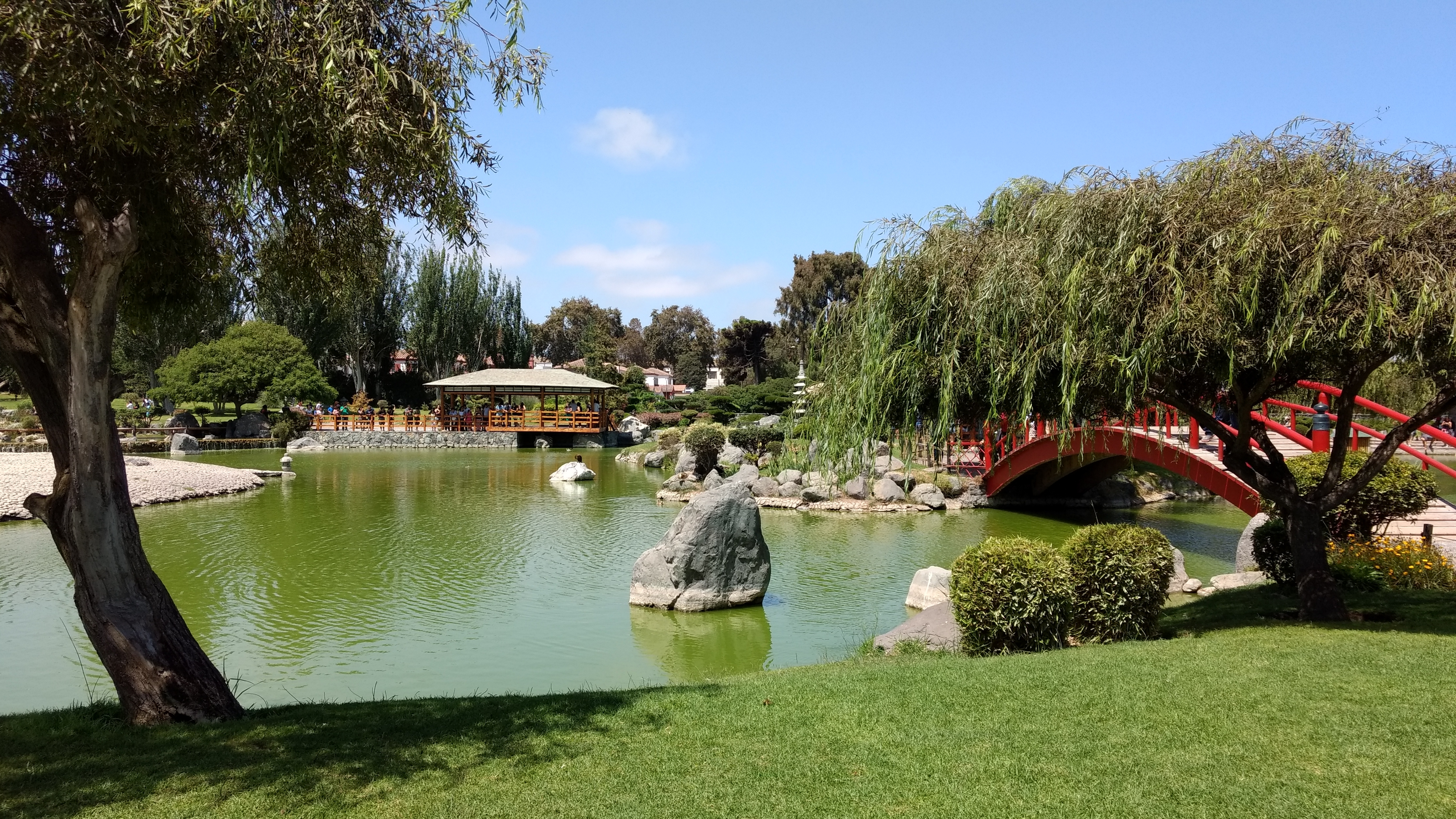
A japán kert
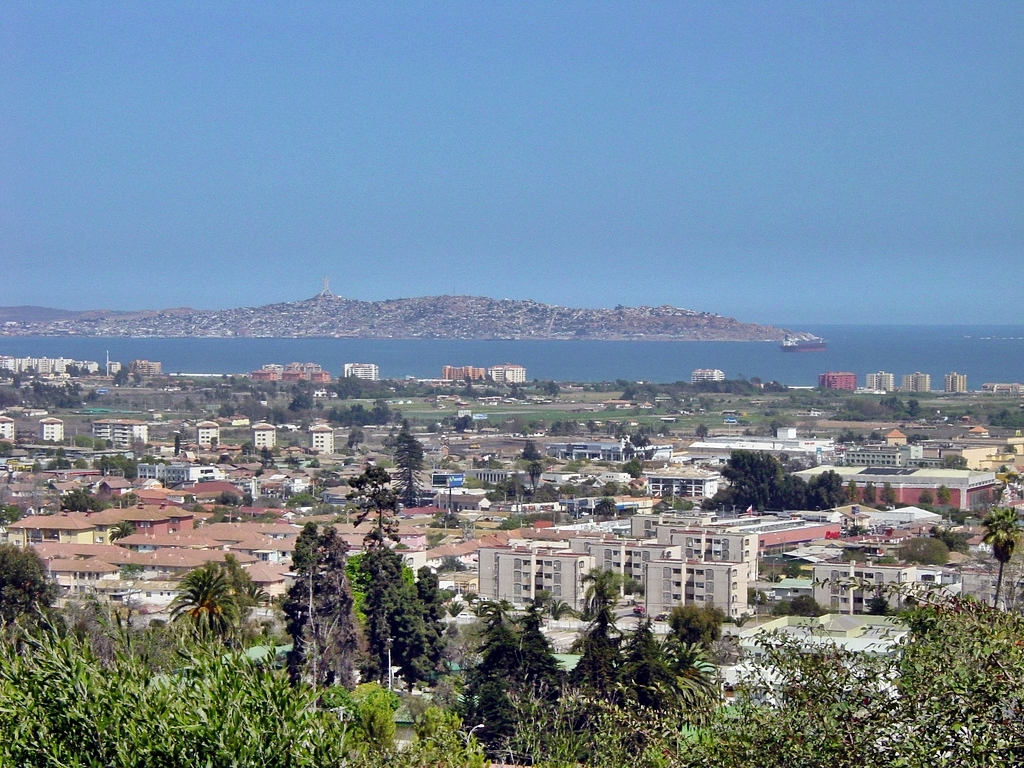
La Serena és Coquimbo
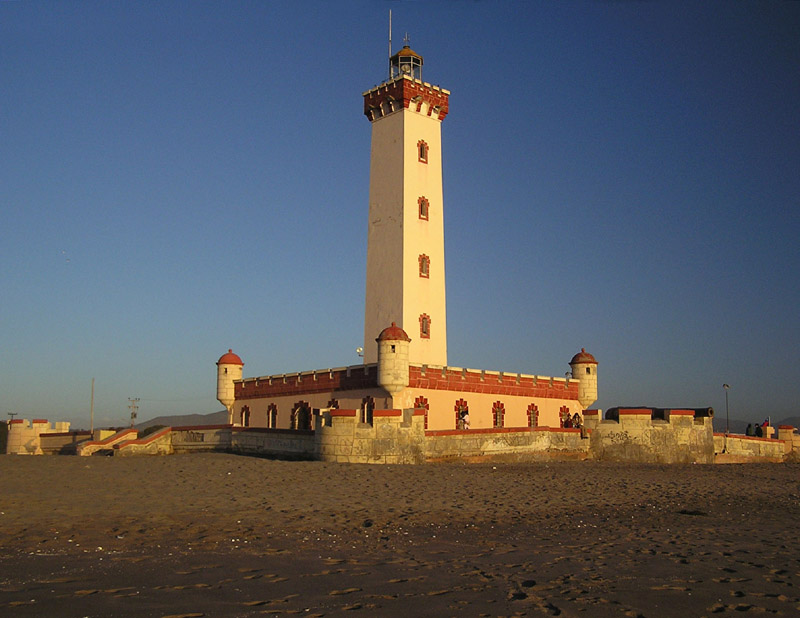
A világítótorony
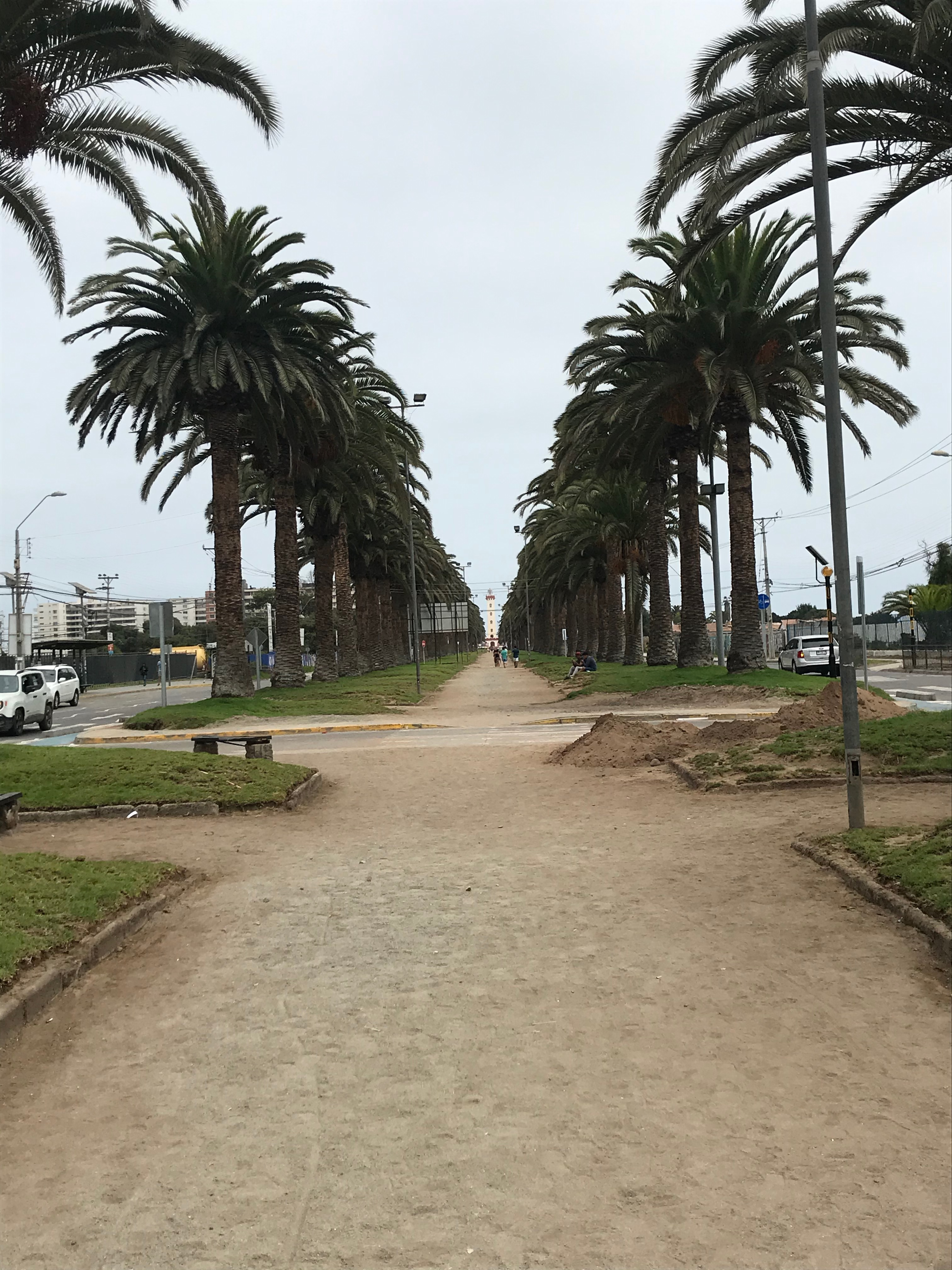
Az Avenida Francisco de Aguirre kilátással a világítótoronyra
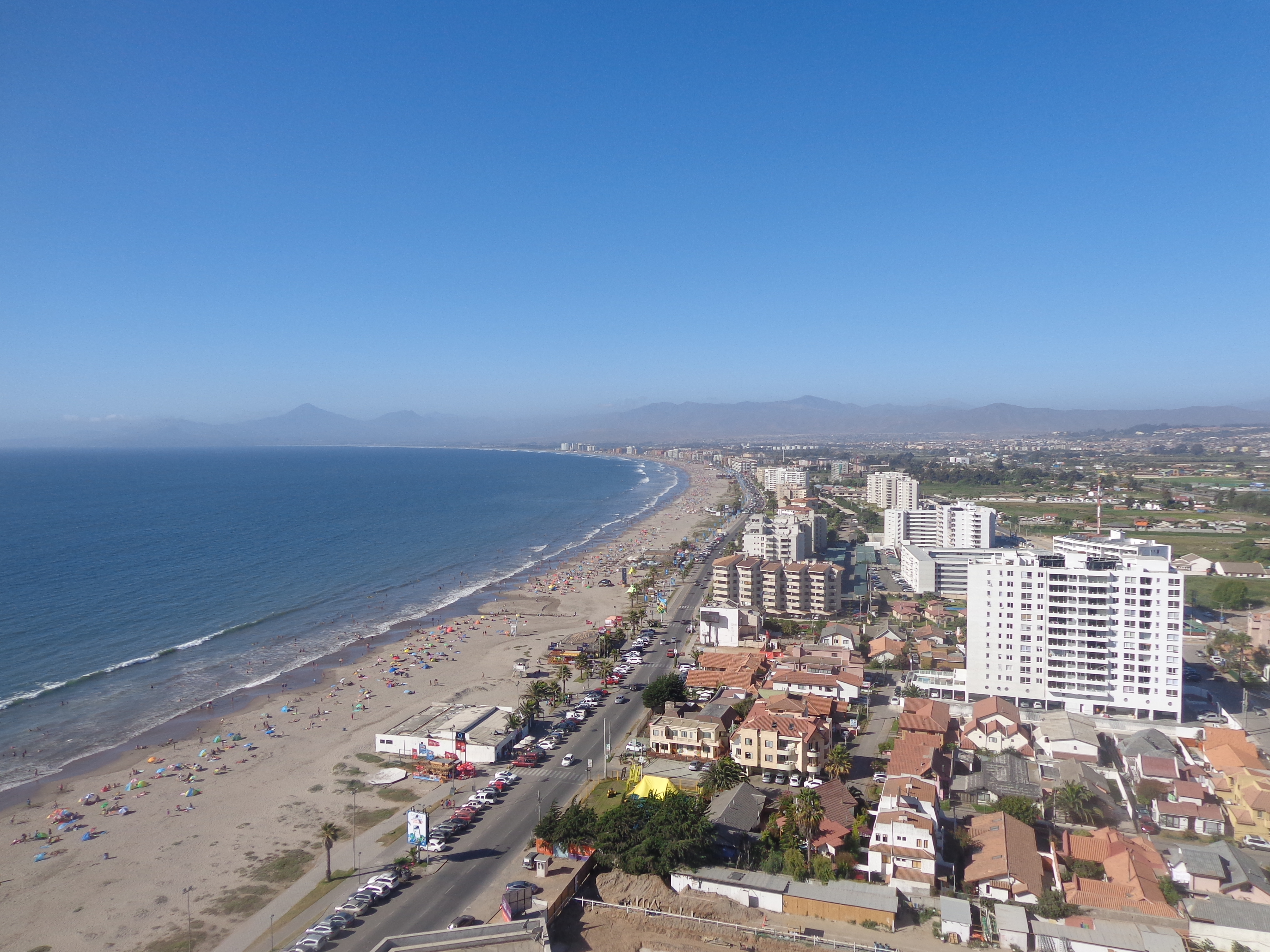
A tengerpart